# Walter Sendall
Walter Sendall (ur. 1832, zm. 1904) – brytyjski urzędnik kolonialny, gubernator Brytyjskich Wysp Zawietrznych w latach 1885–1888, następnie gubernator Barbadosu w latach 1889–1891, wysoki komisarz Cypru w latach 1892–1898, a następnie gubernator Gujany w latach 1898–1901.